# Espen Bugge Pettersen
Espen Bugge Pettersen (Tønsberg, Noruega, 10 de mayo de 1980) es un exfutbolista noruego que jugaba en la posición de arquero. Las últimas temporadas las jugó para el Stromsgodset IF, y desde 2009 para la selección de fútbol de Noruega.

## Palmarés

### Campeonatos nacionales
| Título      | Club     | País    | Año  |
| ----------- | -------- | ------- | ---- |
| Tippeligaen | Molde FK | Noruega | 2011 |
| Tippeligaen | Molde FK | Noruega | 2012 |